# Oleksandr Zavarov
Oleksandr Anatoliovitch Zavarov (en ukrainien : Олександр Анатолійович Заваров) ou Aleksandr Anatoliévitch Zavarov (en russe : Александр Анатольевич Заваров), est un footballeur ukrainien, international soviétique, né le 20 avril 1961 à Louhansk, alors en URSS et désormais en Ukraine.

## Biographie

### Carrière de joueur
Surnommé le Tsar ou encore Sasha, il fait partie de la dernière équipe d'URSS, avec qui il joue les coupes du monde 1986 et 1990 ainsi que l'Euro 88, perdu seulement en finale face aux Pays-Bas.
Avec le Dynamo Kiev, il remporte la Coupe des coupes 1986 à Lyon. Cette année-la, bien qu'il soit élu meilleur joueur d'URSS, les journalistes européens lui préfèrent alors Igor Belanov pour l'attribution du Ballon d'or.
Un an plus tard, toujours avec le Dynamo, il atteint les demi-finales de la Coupe d'Europe des clubs champions, éliminé par le futur vainqueur de l'épreuve, le FC Porto (1-2, 1-2). Il est transféré à la Juventus après l'Euro 1988, où il joue deux saisons, avant de finir sa carrière professionnelle en France à Nancy.

## Carrière d'entraîneur
- 1995-2003 : CO Saint-Dizier  France
- 2003-2004 : FC Wil  Suisse Vainqueur de la Coupe de Suisse
- 2004-2005 : FC Astana  Kazakhstan
- 2005-2006 : Metalist Kharkiv  Ukraine
- 2006- : Arsenal Kiev  Ukraine

## Palmarès
SKA Rostov
- Vainqueur de la Coupe d'Union soviétique en 1981.

 Dynamo Kiev
- Vainqueur et meilleur buteur de la Coupe des vainqueurs de coupe en 1986.
- Finaliste de la Supercoupe de l'UEFA en 1986.
- Champion d'Union soviétique en 1985 et en 1986.
- Vainqueur de la Coupe d'URSS en 1985 et 1987.

 Juventus FC
- Vainqueur de la Coupe UEFA en 1990.
- Vainqueur de la Coupe d'Italie en 1990.

 Union soviétique
- Vice-champion du monde des moins de 20 ans en 1979.
- Vice-champion d'Europe en 1988.

Distinctions personnelles
- 6e du Ballon d'or en 1986.
- 8e du Ballon d'or en 1988.
- Footballeur soviétique de l'année en 1986.